# Glenea assamana
Glenea assamana är en skalbaggsart som beskrevs av Stefan von Breuning 1967. Glenea assamana ingår i släktet Glenea och familjen långhorningar. Inga underarter finns listade i Catalogue of Life.